# Minoru Ōta
Minoru Ōta (大田 実, Ōta Minoru) (7 avril 1891 – 13 juin 1945) est un amiral de la marine impériale japonaise pendant la Seconde Guerre mondiale et le commandant final des forces navales japonaises défendant la Péninsule Oroku pendant la Bataille d'Okinawa.